# Shoshana Zuboffová
Shoshana Zuboffová, nepřechýleně Zuboff (* 18. listopadu 1951), je americká spisovatelka a vědkyně.
Shoshana Zuboffová získala titul Ph.D. v sociální psychologii na Harvardově univerzitě. Sociální psychologie se zabývá zejména změnami obsahu i formy duševního života člověka pod vlivem sociálních podnětů. Na Chicagské  univerzitě poté také dosáhla titulu B.A. ve filosofii. Na Harvardovu univerzitu nastoupila v roce 1981 a zde se také stala Charles Edward Wilson Professor of Business Administration. V letech 2014 a 2015 působila jako fakultní asistentka v Berkmanově centru pro internet a společnost na Harvardově Právnické fakultě. Její kariéra byla věnována studiu vzestupu digitálu, jeho individuálním, organizačním a sociálním důsledkům a jeho vztahu k historii a budoucnosti kapitalismu. Založila a vedla program vzdělávání vedoucích pracovníků Odyssey: Škola pro druhou polovinu života.

## Dílo

### In the Age of the Smart Machine
Knihu In the Age of the Smart Machine: The Future of Work and Power napsala v roce 1988. Díky této práci byla nazvána „skutečným prorokem informačního věku“ a dosáhla uznání v akademickém světě. Dostala se i na přední stranu The New York Times Review a dlouho se považuje za definitivní studium informačních technologií na pracovišti. Zabývá se rolí a důsledky informačních technologií na pracovišti a s tím spojenými pojmy, jako: abstrakce práce související s informačními technologiemi, požadavky na dovednosti při vykonávání této práce, dualita informačních technologií, jejich moc atd.

### The Support Economy: Why Corporations Are Failing Individuals and the Next Episode of Capitalism
Kniha The Support Economy: Why Corporations Are Failing Individuals and the Next Episode of Capitalism byla také vysoce oceněna a přeložena do mnoha světových jazyků. Časopisem Strategy+Bussines byla dokonce označena za jednu z deseti nejlepších obchodních knih roku 2003 a zařadila se jako číslo jedna do příčky kategorie „Values“. Časopis BusinessWeek ji pojmenoval „nápad číslo jedna“ ve svém zvláštním vydání „Dvacet pět nápadů pro měnící se svět“. Časopis Inc. ve svém výročním výročním čísle o podnikání popsal podporu The Support Economy jako „novou novou věc“. Kniha byla uvedena také v desítkách dalších časopisů a novin, včetně časopisu The Economist, Fast Company, The Financial Times, The Times of London, The Boston Globe, The Washington Post a Across Board (The Board Board), stejně jako ve velkých publikacích v Německu, Itálii, Indii, Číně, Brazílii, Finsku, Chorvatsku, Japonsku, Kanadě a Jižní Koreji.
Zuboffová začala v polovině 90. let zpochybňovat vizi progresivní korporace zastávané ve většině manažerské literatury. Sledovala tendenci firem využívat informační technologie především pro omezené účely automatizace, úspory nákladů a kontroly a začala zkoumat nové způsoby, jak by informační síla technologie mohla najít své plné uplatnění.
Kniha Zuboffové a jejího spoluautora Jamese Maxmina byla tedy výsledkem multidisciplinárního výzkumu integrujícího historii, sociologii, management a ekonomiku. Tvrdí v ní, že nová struktura poptávky spojená s „individualizací spotřeby“ způsobila rozsáhlé institucionální selhání v každé oblasti, včetně rostoucí propasti mezi jednotlivci a komerčními organizacemi, na nichž jsou závislí.
Dílo bylo vydané v roce 2002 před uvedením iPodu a rozsháhlým používáním internetu. Tvrdí, že vytváření bohatství v individualizované společnosti by vyžadovalo využití nových digitálních schopností, aby bylo možné dosáhnout „distribuovaného kapitalismu“.
To znamená posun od primárního zaměření na úspory z rozsahu, intenzifikaci aktiv, koncentraci, centrální kontrolu a anonymní transakce v „organizačním prostoru“ směrem k podpůrným vztahům v „individuálním prostoru“ s produkty a službami konfigurovanými a distribuovanými abychom splnili individualizované přání a potřeby.

### The Age of Surveillance Capitalism: The Fight for a Human Future at the New Frontier of Power
Poslední knihou Zuboffové je The Age of Surveillance Capitalism: The Fight for a Human Future at the New Frontier of Power. V této práci rozebírá její celoživotní témata: historický vznik psychologické individuality, podmínky pro lidský rozvoj, digitální revoluci a vývoj kapitalismu. Začíná nejstaršími otázkami: doma nebo v exilu? pán nebo otrok? Zkoumá vznik kapitalismu dohledu jako dominantní formy informačního kapitalismu a jeho důsledky pro jednotlivce, společnost a demokracii v 21. století. Za esej „Big Other: Surveillance Capitalism and the Prospects of an Information Civilization“, který se objevil ve zvláštním čísle časopisu Journal of Information Technology v březnu 2015, získala v roce 2016 ocenění The Best Paper Award.

#### Kapitalismus dohledu
Kapitalismus dohledu je termín, který od roku 2014 používá psycholožka Shoshana Zuboffová. Definuje jej jako formu kapitalistického systému, který využívá sbírání osobních dat uživatelů za účelem získání informací o jejich chování a následné analýzy těchto informací pro vytvoření behaviorální predikce, která se pak využívá k nabývání zisku.  
V eseji Shoshany Zuboffové z roku 2014 A Digital Declaration: Big Data as Surveillance Capitalism, označila data získána za pomocí sledování jako „sledovací aktiva“ („surveillance assets“), která následně na sebe přitahují významný kapitál a investice, označené jako „sledovací kapitál“ („surveillance capital“). Na základě tohoto charakterizovala kapitalismus dohledu jako „radikálně extraktivní variantu informačního kapitalismu“.
V roce 1993 založila Zuboffová na Harvardské obchodní fakultě vzdělávací program „Odyssey: Škola pro druhou polovinu života“. Program se zabýval otázkami transformace a obnovy kariéry v polovině života. Program Odyssey se stal známým jako první svého druhu na světě.
Kromě své akademické práce přinesla Zuboffová své nápady mnoha komerčním a veřejným/soukromým podnikům díky svým veřejným projevům a přímým zapojením se do klíčových projektů, zejména v oblasti sociálního bydlení, zdravotní péče, vzdělávání a péče o seniory.
Shoshana Zuboffová také frekventovaně přispívá do Frankfurter Allgemeine Zeitung. K nejnovějším vydaným esejům patří např. The Secrets of Surveillance Capitalism (březen 2016), Disruption’s Tragic Flaw (únor 2015),  The Digital Declaration (září 2014). Od roku 2003 do roku 2005 sdílela Zuboffová své představy o budoucnosti podnikání a společnosti v časopise Fast Company. Od roku 2007 do roku 2009 pracovala jako publicistka pro BusinessWeek.com. Její práce byla představena na CNBC, Reuters International a Today Show, stejně jako v BrandEins, Fortune, Inc., Business Week, US News & World Report, CIO, New York Times, The Financial Times a v mnoha dalších zpravodajstvích. Byla vyslechnuta na více než 200 rozhlasových pořadech, včetně NPR, TechNation, Sound Money, Morning Edition, BBC a BBC World Service.